# Пониава, Папуна
Папуна Пониава (груз. პაპუნა ფონიავა; 10 марта 1994) — грузинский футболист, полузащитник клуба «Спаэри».

## Клубная карьера
Профессиональную карьеру начал в 2012 году в составе «Мерани» (Мартвили). Дебютировал в чемпионате Грузии 8 марта 2012 года в матче против «Баия Зугдиди». Летом 2015 года перешёл в «Динамо» Батуми, в составе которого отыграл 48 матчей и забил 1 гол в чемпионате страны, а также дебютировал в отборочных стадиях Лиги Европы. 15 июня 2017 года подписал контракт с клубом «Чихура».

## Карьера в сборной
В 2016 году сыграл два матча за молодёжную сборную Грузии.

## Достижения
«Чихура»
- Обладатель кубка Грузии: 2017